# Arianida mactata
Arianida mactata är en skalbaggsart som beskrevs av Leon Fairmaire 1903. Arianida mactata ingår i släktet Arianida och familjen långhorningar.
Artens utbredningsområde är Madagaskar. Inga underarter finns listade.